# Verwaltungsgemeinschaft Südheide
Die Verwaltungsgemeinschaft Südheide war eine Verwaltungsgemeinschaft im Ohrekreis in Sachsen-Anhalt und hatte ihren Sitz in Colbitz.

## Mitgliedsgemeinden
| - Born - Colbitz - Cröchern | - Dolle - Hillersleben - Neuenhofe |

## Geschichte
Die Verwaltungsgemeinschaft Südheide wurde 1994 durch den freiwilligen Zusammenschluss von sechs Gemeinden gegründet. Sie wurde zum 1. Januar 2005 aufgelöst und die Gemeinden wurden in die neu gegründete Verwaltungsgemeinschaft Elbe-Heide eingegliedert.

## Politik

### Wappen
Das Wappen wurde am 25. Oktober 1994 durch das Regierungspräsidium Magdeburg genehmigt.
Blasonierung: „In Grün ein goldener bewurzelter Baumstumpf mit einem siebenblättrigen Spross links.“
Sachbezogenes Denken führte zur Entscheidung für dieses Wappenbild, das sich auf Ende und Anfang von Leben in der Colbitz-Letzlinger Heide bezieht. Es ist als Sinnbild für die Zukunft und Verwurzelung der Menschen in der Heimat und als Bekenntnis zu ihrer erhaltenswerten, aber auch renaturierungsbedürftigen Landschaft anzusehen.